# 新帕尔马
新帕尔马是巴西南大河州的一个市镇。总面积313.506平方公里，总人口6444人，人口密度20.6人/平方公里。